# Nesøya, Antarktis
Nesøya är en ö i Antarktis. Norge gör anspråk på området.